# La canción del verdugo
La canción del verdugo (título original The Executioner’s Song) es una novela del escritor estadounidense Norman Mailer, publicada en 1979. Pertenece al género true crime.
Notable por su interpretación de Gilmore y la angustia generada por los asesinatos que cometió, el libro fue central en el debate nacional sobre la reactivación de la pena capital por parte de la Corte Suprema. (Gregg v. Georgia, 428 US 153 (1976). 

## Trama
Garry Gilmore, el protagonista, es un criminal que después de una vida desastrosa, comete un doble asesinado particularmente atroz. Condenado a muerte, se niega a apelar para posponer su muerte, tratando en cambio de anticiparla. Fue el primer ejecutado en Utah, después de una década de suspensión de la pena capital en ese estado.

## Premios
La novela ganó el premio literario en 1979, el Premio Pulitzer en 1980 en su categoría y fue finalista del National Book Award en 1980.

## Adaptación
En 1982 se produjo una miniserie televisiva homónima dirigida por Lawrence Shiller, el papel de Gary fue interpretado por Tommy Lee Jones, quien ganó un Premio Emmy por esta interpretación.

## Recepción
Christopher Ricks describió la novela en London Review of Books como "una obra genial en su alcance, profundidad y moderación". Joan Didion comenta que "nadie excepto Mailer podría haberse atrevido con este libro. La auténtica voz occidental, la voz que se escucha en 'La canción del verdugo', se escucha a menudo en la vida pero rara vez en la literatura, la razón es que conocer verdaderamente Occidente es carecer de toda voluntad para escribirlo". Ella cierra su reseña con: "Este es un libro absolutamente asombroso".
David Lodge también escribió una crítica favorable en el Suplemento literario del Times, argumentando que" La canción del verdugo demuestra el poder constante de la narrativa empírica para conmover, instruir y deleitar, provocar piedad y miedo, y ampliar nuestra comprensión humana. Es notable... por la habilidad profesional y la autodisciplina con la que está compuesta".
Sin embargo, no todas las críticas fueron favorables. Charles Nicholl se quejó en el Daily Telegraph de que Mailer quizás sobrestimó el carisma de su tema, y "a menudo es culpable de sobrecargar espuria [ly] ... cualquier cosa que tocara a Gilmore". También agregó que el trabajo necesitaba una "edición juiciosa".